# عوينة يغمان
عوينة ايغمان (كانت تُسمى عوينة أيتوسى سابقاً) هي قرية وجماعة قروية تقع في إقليم آسا الزاك بجهة كلميم واد نون جنوب المغرب، وبلغ عدد سكانها 3.042 نسمة حسب الإحصاء العام للسكان والسكنى لسنة 2014.